# Muscoline
Muscoline (lombardul: Musculìne) település Olaszországban, Lombardia régióban, Brescia megyében. Lakosainak száma 2691 fő (2023. január 1.). Muscoline Calvagese della Riviera, Polpenazze del Garda, Prevalle, Puegnago sul Garda és Gavardo községekkel határos.

## Népesség
A település lakossága az elmúlt években az alábbi módon változott:
| Lakosok száma | 2645 | 2654 | 2691 |
|               | 2017 | 2018 | 2023 |